# Honda RS125
Honda RS125 — мотоцикл, розроблений компанією Honda для участі у змаганнях серії MotoGP у класі 125 cc. Дебют мотоцикла відбувся у сезоні 1988 року.

## Результати у MotoGP
На мотоциклі Honda RS125 чемпіонами світу стали:
- Лоріс Капіроссі (1990 та 1991)
- Дірк Родіс (1993)
- Харучіка Аокі (1995 та 1996)
- Еміліо Альзамора (1999)
- Дані Педроса (2003)
- Андреа Довіціозо (2004)
- Томас Люті (2005)

## Зовнішні посилання
- Фотоальбом [Архівовано 31 січня 2013 у Wayback Machine.]